# Marjery Bryce
Margaret Vincentia Bryce, conocida como Marjery Bryce, (Marylebone, 18 de junio de 1891-Fulham, 8 de junio de 1973) fue una sufragista y actriz británica, que desfiló vestida como Juana de Arco en las marchas de la Unión Social y Política de las Mujeres (WSPU por sus siglas en inglés) en apoyo del derecho al voto de las mujeres.

## Familia
Margaret Vincentia (como era su nombre entonces) nació el 18 de junio de 1891 en Marylebone, Londres, de John Annan Bryce (político) y Violet L'Estrange. Bryce fue conocida como Marjery, Marjorie o Marjery Vincentia y Marjorie Annan.
Tenía dos hermanos y una hermana tres años menor, Rosalind L'Estrange, conocida como 'Tiny'. Uno de sus hermanos, Nigel, murió a la edad de diecinueve años. Su otro hermano, Roland, sería más tarde uno de los comisionados en 1922 para trazar las fronteras de Yugoslavia.
Su padre era diputado liberal de Inverness Burghs, y votó en contra del proyecto de ley de conciliación que iba a dar el derecho al voto a algunas mujeres y escribió cartas a la prensa en contra del sufragio femenino. Su madre, Violet, tenía la opinión opuesta y era prima de la condesa Constance Markievicz y de Eva Gore-Booth, ambas activistas por los derechos de la mujer.
Bryce permaneció soltera.

## Papel en el movimiento por el sufragio femenino
Bryce se unió al desfile de la Unión Social y Política de Mujeres (WSPU) a la edad de diecinueve años retratando a 'la mujer perfecta' montada en un caballo blanco vestida con una armadura completa con una pancarta al estilo de Juana de Arco, encabezando la procesión de cuarenta mil mujeres el 17 de junio de 1911, antes de la coronación de Jorge V. Su hermana Rosalind "Tiny" Bryce estaba vestida de paje y llevaba las riendas del caballo. Esta demostración fue para alentar el apoyo al proyecto de ley de conciliación, que habría otorgado el voto a las mujeres propietarias.
Se consideró que la imagen de Santa Juana representaba «el ideal de la mujer militante... en cada acto suyo reconocen el mismo espíritu que las fortalece para arriesgar su libertad y soportar la tortura por el bien de la libertad". Y las líderes de WSPU, Emmeline y Christabel Pankhurst, Emmeline Pethick-Lawrence y Mabel Tuke encabezaron el desfile, con grupos de oficios y profesiones femeninas o, como Bryce, vestidas como mujeres famosas del pasado. Christabel, en particular, sintió que la imagen de Juana de Arco reflejaba la voluntad de asumir dificultades físicas y enfatizaba las cualidades marciales (masculinas) como una imagen de la lucha por una causa de derecho. Esto se resumía en 'la belleza de la sencillez, la pureza, el coraje y la militancia' que Bryce estaba actuando en este desfile y fue una imagen utilizada por WSPU como símbolo.

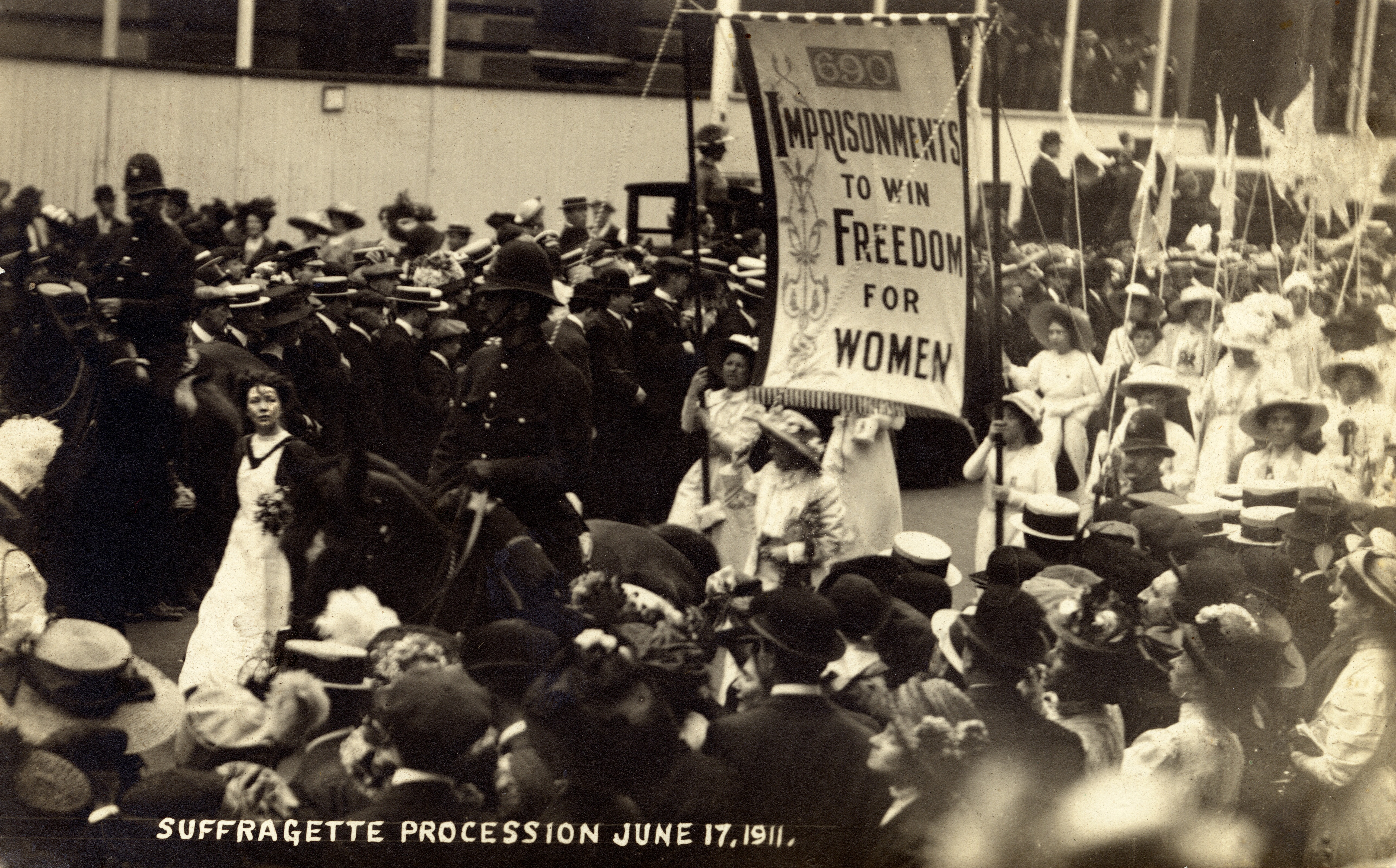
Procesión sufragista 1911

El Museo de Londres tiene la imagen original con copyright de Bryce como Juana de Arco citada en muchas de las referencias anteriores.
En otros desfiles de sufragistas, Juana de Arco también fue interpretada por Elsie Howey.

## Carrera como actriz
Bryce interpretó en el escenario de Londres, por ejemplo, el papel de Nina Zarechnaya en The Seagull (1919), apareció en The Cloud that Lifted (1932) después de actuar en Other Gates en el Grafton Theatre, Londres en 1931, y fue la Reina Roja en Alicia en el país de las maravillas (en 1938 y nuevamente en 1947).
Su entrada en el directorio de reparto teatral de 'The Spotlight' en 1939 la describe como una actriz heterosexual, de comedia o de personajes.
Bryce fue más tarde conocida por sus papeles en Ten Little Niggers (1949) de Agatha Christie apareciendo en BBC Sunday-Night Theatre (1950) y apareció en una serie de la BBC The Bell Family (1951).

## Muerte
Bryce murió el 8 de junio de 1973 en Fulham Londres.